# Поведение типа B
Поведение типа B (англ. type B behavior) — ряд личностных качеств, характеризующих спокойное и терпеливое поведение, противоположное поведению типа А. Люди с типом B более склонны к рефлексии, креативности, терпимости к окружающим, менее тревожны.

## История
Впервые тип А и B поведения были исследованы кардиологами Мейером Фридманом и Рэем Розенманом в 1950-х годах.Когда в кардиологической клинике производилась замена кресел в приёмном покое, мастер обратил внимание врачей на потрепанные обивки кресел. Это послужило началу исследований зависимости заболеваний сердечно-сосудистой системы от типа поведения.
Фридман и Розенман провели лонгитюдное исследование. В нём приняли участие 3154 человека в возрасте от 39 до 59 лет, которых наблюдали в течение восьми с половиной лет и диагностировали особенности поведения методом опроса. Участников просили пройти опросник, в котором содержались следующие вопросы: «Чувствуете ли Вы вину, если используете свободное время для отдыха?», «Нужно ли Вам выигрывать, чтобы получать удовольствие от игр или спорта?», «Вы обычно быстро двигаетесь, гуляете или едите?», «Вы обычно стараетесь делать больше, чем одно дело одновременно?». После этого участники были поделены на две группы в зависимости от ответов: с типом поведения А (амбициозные, соревновательные, агрессивные, беспокойные) и типом поведения B (расслабленные, спокойные, адаптивные, неконфликтные, несоревновательные). В дальнейшем было показано, что тип А поведения был связан с ишемической болезнью сердца в 2-6 раз чаще, чем тип B.

## Описание
Поведение типа B связано со стратегией «затаивания», приспособления к изменениям. Люди этого типа поведения предпочитают оставаться в тени, в стрессовых ситуациях не принимают важных решений. Такая стратегия поведения определяет и гормональные реакции организма. Так, для поведения типа B основным стрессовым гормоном является кортизол, выделяемый корой надпочечников. В неконтролируемых ситуациях типу B свойственна адаптация при повышенном уровне тревоги. Представителей типа B называют парасимптотониками, так как им свойственна активация парасимпатической нервной системы.

#### Отличия типа А и B
В ходе своего исследования Фридман и Розенман выделили три типа поведения: тип А, тип B и тип D. Люди, проявляющие характеристики поведения типа А, наиболее подвержены сердечно-сосудистым заболеваниям. Респонденты с типом поведения B характеризовались в исследовании как полные противоположности людям с типом А поведения. В основном, у них не было диагностировано тяжёлого невроза, также они были более увлечены исследованием. Самым большим различием между типами поведения А и B было отсутствие у последних чувства нехватки времени, свойственного типу А. Также сильным отличием типа B является отсутствие интереса к преследованию нескольких целей одновременно или к соревнованиям, большинство предпочитало самостоятельную деятельность.
Было показано отличие в поведении типа А и B в стилях управления. В то время как поведение типа А направлено на достижение высоких руководительских позиций, предпочтение управляющего отношения к окружающим, поведение типа B предполагает действия, обращённые на внутригрупповую сплочённость. Люди с типом B видят ситуацию в глобальной перспективе, поддерживают командную работу, проявляют терпение в принятии решений, вдохновляя коллег на достижение успехов в групповой работе.

#### Взаимодействие типа А и B
Особенности взаимодействия людей с типом А и B поведения было показано в исследовании К. Мэтьюз на примере модифицированной Дилеммы заключённого. Игроков разбили на пары: тип B — тип B, тип А — тип А, тип А — тип B. Результаты показали, что участники с типом B поведения проявляли агрессию, взаимодействуя только с партнёрами типа А поведения. При этом, участники с типом А поведения проявляли агрессию и соревновательность по отношению и к партнёрам с типом А, и к партнёрам с типом B. Также люди типа А наказывали людей своего типа поведения чаще, чем игроки типа B поведения наказывали людей типа B.